# Cantagiro 1968
Il Cantagiro 1968 si svolse dal 19 giugno al 6 luglio 1968. La manifestazione, presentata da Nuccio Costa con la partecipazione fissa di Alighiero Noschese, partì da Sanremo toccando successivamente nell'ordine: Cuneo, Borgosesia, Savona, Sestri Levante, Genova, Marina di Massa, Montecatini Terme, Follonica, Ostia, Torre del Greco, Perugia, Macerata, Senigallia, Ferrara, Recoaro Terme, dove si svolse la finale.

## Elenco delle canzoni

### Girone A
1. Caterina Caselli - Il volto della vita
2. Gianni Morandi - Chimera
3. Dalida - Un po' d'amore

- Antoine - Buongiorno ciao
- Bobby Solo - Siesta
- Bruno Filippini - La felicità
- Claudio Villa - Quando il vento suona le campane
- Dik Dik - Il vento
- Gian Pieretti - Felicità felicità
- Camaleonti - Io per lei
- Jimmy Fontana - La nostra favola
- Mario Guarnera - Congratulations
- Mario Zelinotti - Un colpo al cuore
- Massimo Ranieri - Preghiera per lei
- Mauro Lusini - Oh Susy Susy
- Nicola Di Bari - Il mondo è grigio, il mondo è blu
- Nomadi - In morte di S.F. (Canzone per un'amica)
- The Rokes - Lascia l'ultimo ballo per me
- Tony Del Monaco - Magia
- Shirley Bassey - Domani domani

### Girone B
1. The Showmen - Un'ora sola ti vorrei
2. Mino Reitano Avevo un cuore che ti amava tanto
3. Elio Gandolfi Un anno di più
4. Lucio Battisti - Balla Linda[1]

- Anonima Sound - Parla tu
- Clay Catalano - Le va di fare un ballo?
- Franco Mechilli - Mi perderò
- Giusy Romeo - L'onda
- Scooters - La figlia del re del pomodoro
- The Honeybeats - Fai un po' quello che vuoi
- Kim Arena - Che cosa farai
- Mal dei Primitives - Bambolina
- Mario Tessuto - Ho scritto fine
- Mini Molly - L'ultima preghiera
- Nancy Cuomo - Ieri (solo ieri)
- Ricchi e Poveri - L'ultimo amore
- Rinaldo Ebasta - Vado pazzo per Lola
- Rosella Santo - Per amore
- Sergio Leonardi - Non ti scordar di me
- Silvano Mattei - Pioggia di settembre

### Fuori gara (sigla)
- Fabio - Viva la notte